# Catigny
Catigny är en kommun i departementet Oise i regionen Hauts-de-France i norra Frankrike. Kommunen ligger i kantonen Guiscard som tillhör arrondissementet Compiègne. År 2022 hade Catigny 179 invånare.

## Befolkningsutveckling
Antalet invånare i kommunen Catigny
| Referens: INSEE |